# Alfonso Balzico

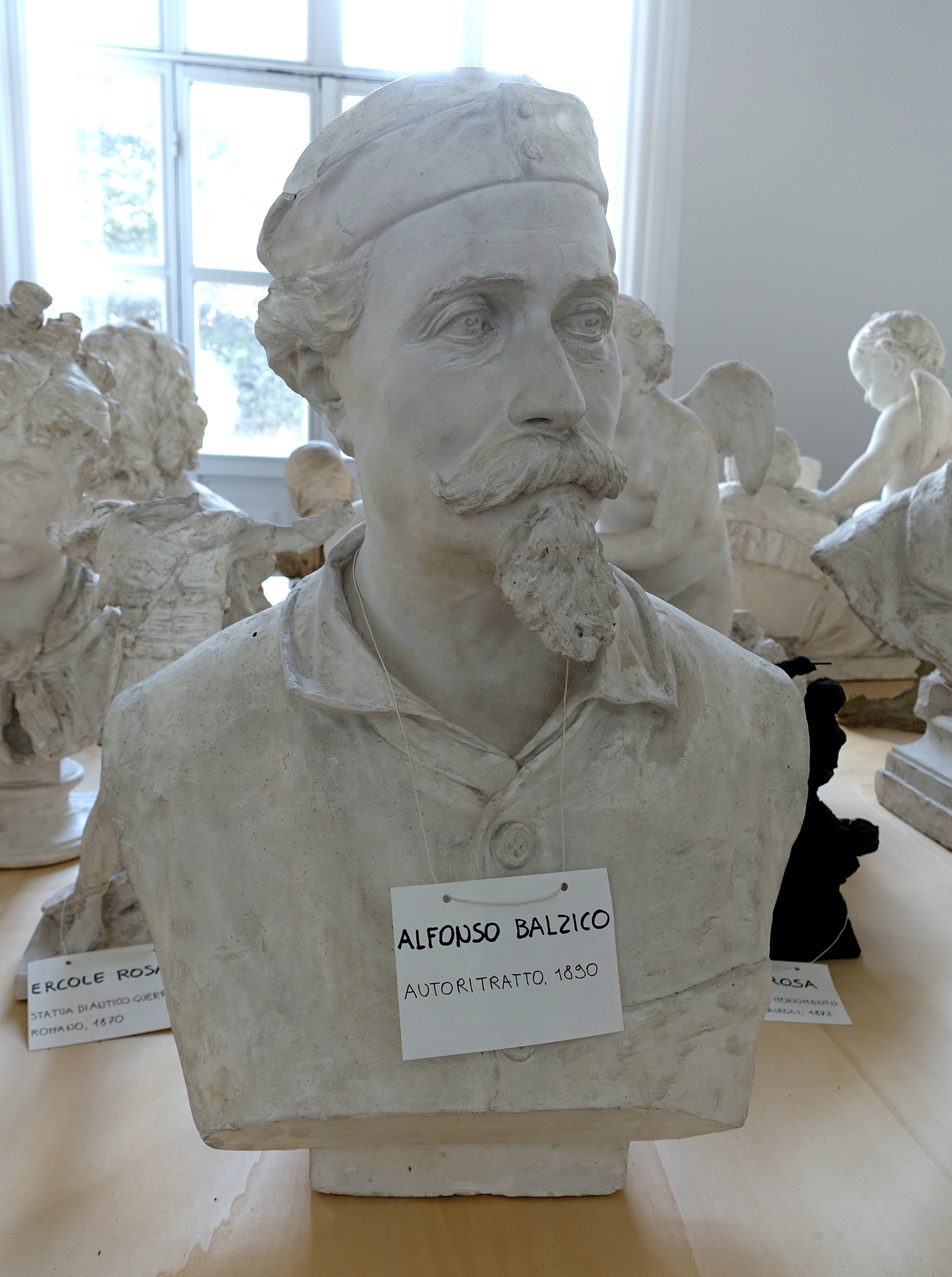
Selbstbildnis von Alfonso Balzico

Alfonso Balzico (* 18. Oktober 1825 in Cava de’ Tirreni bei Neapel; † 2. Februar 1901 in Rom) war ein italienischer Bildhauer.

## Biografie
Balzico verlor schon in jungen Jahren beide Eltern. Er modellierte schon früh kleinere Figuren für Krippenspiele und arbeitete zunächst mit Holz, erst später mit Marmor. Er erhielt, unterstützt durch den königlichen Richter Francesco De Stefano, der auf sein Talent aufmerksam geworden war, im März 1844 einen Zuschuss der Gemeinde und dadurch die Zulassung an der Akademie der Schönen Künste in Neapel (italienisch Accademia di belle arti di Napoli). Dort wurde er durch den neoklassizistischen Bildhauer Tito Angelini und von Francesco Citarelli (1790–1871) ausgebildet. Hier entstand sein erstes durchschlagendes Werk, eine aus Ton angefertigte Gruppe: Die in den Armen des Cephalus sterbende Procris. 1852 konnte er mit seiner Basreliefdarstellung der Befreiung Petri aus dem Gefängnisse durch einen Engel (italienisch Liberazione di S. Pietro) den großen Rompreis erringen. Balzico reiste zwischen 1858 und 1860 durch Italien, um seine künstlerischen Kenntnisse zu vertiefen, kam so unter anderem nach Florenz, wo sich seine Ansichten vom Neoklassizismus entfernten und sich dem Realismus und der Romantik zuwandten, nach Mailand und Rom. In Rom fertigte er eine Statue Johannes der Täufer, eine Vergine della Purità, einen Noli me tangere, sowie eine Büste des Flavio Gioia, die mit einer goldenen Medaille prämiert wurde. In Mailand begegnete er den Bildhauern Francesco Hayez, Pietro Magni und Vincenzo Vela und machte in Florenz die Bekanntschaft des Dichters Massimo d’Azeglio, der ihn seitdem unterstützte.
Nachdem er Neapel zurückgekehrt war, verkaufte er drei seiner Statuetten (L’Ingenua, La Povera und La Vendetta) an Mitglieder des bourbonischen Königshauses. 1860 übergab Balzico der Stadt Neapel als Geschenk für den König Vittorio Emanuele die Statuette La Civetta. Er vollendete für eine Preiskonkurrenz das Modell zu der patriotischen Denkmalgruppe II plebiscito. Dieses brachte ihm eine Einladung an den Königshof nach Turiner und Aufträge für weitere Arbeiten ein. 1866 wurde er zum „Bildhauer des Königshauses“ italienisch scultore della casa reale ernannt. Sein Hauptwerk war das 1867 in Turin enthüllt Denkmal, das Ferdinand Maria von Savoyen-Carignan, den Lieblingsbruder des Königs, in der Schlacht von La Bicocca auf seinem tödlich verwundeten Pferd darstellt. Das Bronzestandbild für Massimo d’Azeglio vollendete er 1872. Balzico malte mehrere Porträts und schuf Büsten des Kronprinzen von Portugal, des Prinzen Napoleon und des Costantino Nigra. Im Jahr 1875 übersiedelte er nach Rom, wo er das Marmorstandbild des Opernkomponisten Vincenzo Bellini anfertigte, das im Jahr 1886 in Neapel enthüllt wurde. Im Folgejahr vollendete Balzico die von Emilio Franceschi (1839– 2. Juni 1890) begonnenen Reiterstatue für das Neapeler Victor Emanuel-Monument. Zugleich nahm er mit einem eigenen Entwurf an dem Wettbewerb für ein ähnliches Reiterstandbild in Rom teil, wofür er mit anderen Künstlern im Juli 1886 mit einem Preisgeld von je 7000 Fr. bedacht wurde und sein Entwurf in die engere Wahl kam. Er gewann im Jahr 1900 für seine Aktstatue Cleopatra oder die Statue des Flavio Gioia eine Goldmedaille auf der Exposition Universelle in Paris.
Stilistisch entwickelte sich Balzico vom manierierten Neoklassizismus und Verismus hin zur romantisierenden, leicht theatralischen Darstellungsweise.

## Ehrungen (Auswahl)
- 1907 wurde in Rom unter Beteiligung bedeutender Künstler und in Anwesenheit der Königin Margherita das Museum „Alfonso Balzico“ mit 147 Werken des Künstlers eingeweiht. Die Erben beschlossen 1917 diese Galerie zu schließen und schenkten seine Werke der Galerie für moderne und zeitgenössische Kunst in Rom.
- 1913 benannte die Stadtverwaltung der Stadt Metellina die damalige Technische Schule nach ihm.
- Mehrere Straßen wurde nach ihm benannt. Via Alfonso Balzico in Cava de’ Tirreni, Via Alfonso Balzico in Selerno, Via Alfonso Balzico in Turin.
- Im Palazzo di Città wurde eine Bronzebüste von ihm aufgestellt.

## Werke (Auswahl)
Einige seiner Werke sind unter anderem in der Galleria Nazionale d’Arte Moderna in Rom ausgestellt.
- La liberazione di S. Pietro Neapel
- Monumanto di Vincenzo Bellini 1886, Piazza Bellini, Neapel
- Monumeto di Flavio Gioia, Amalfi, Piazza F. Gioia, Neapel (1900 in Paris mit Goldmedaille ausgezeichnet).
- Reiterstatue Vittorio Emanuele II. 1897 (Entwürfe von Emilio Franceschi, Sockelfiguren und Reliefs von Tommaso II. Solari)

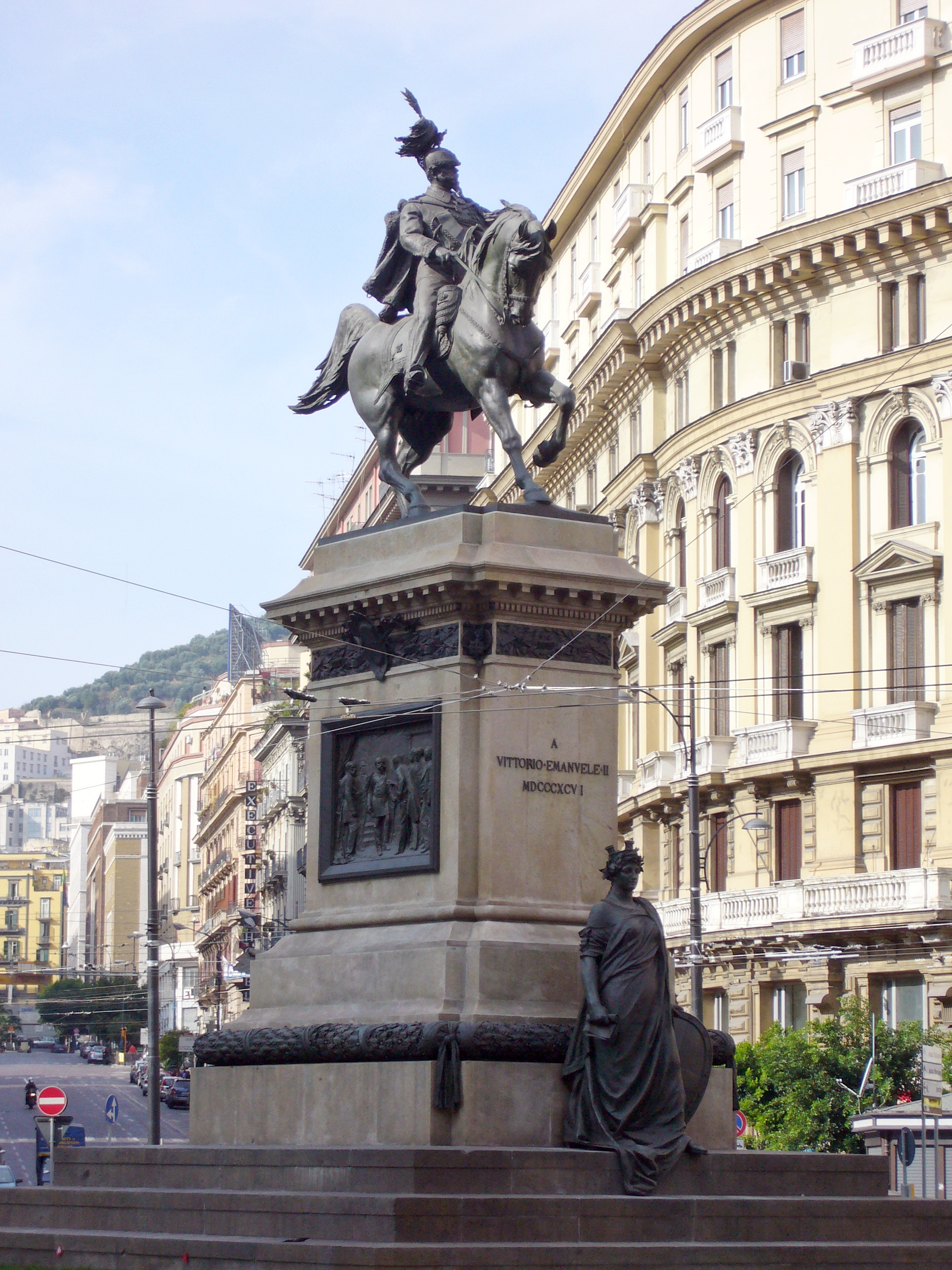
Reiterdenkmal von Viktor Emanuel II
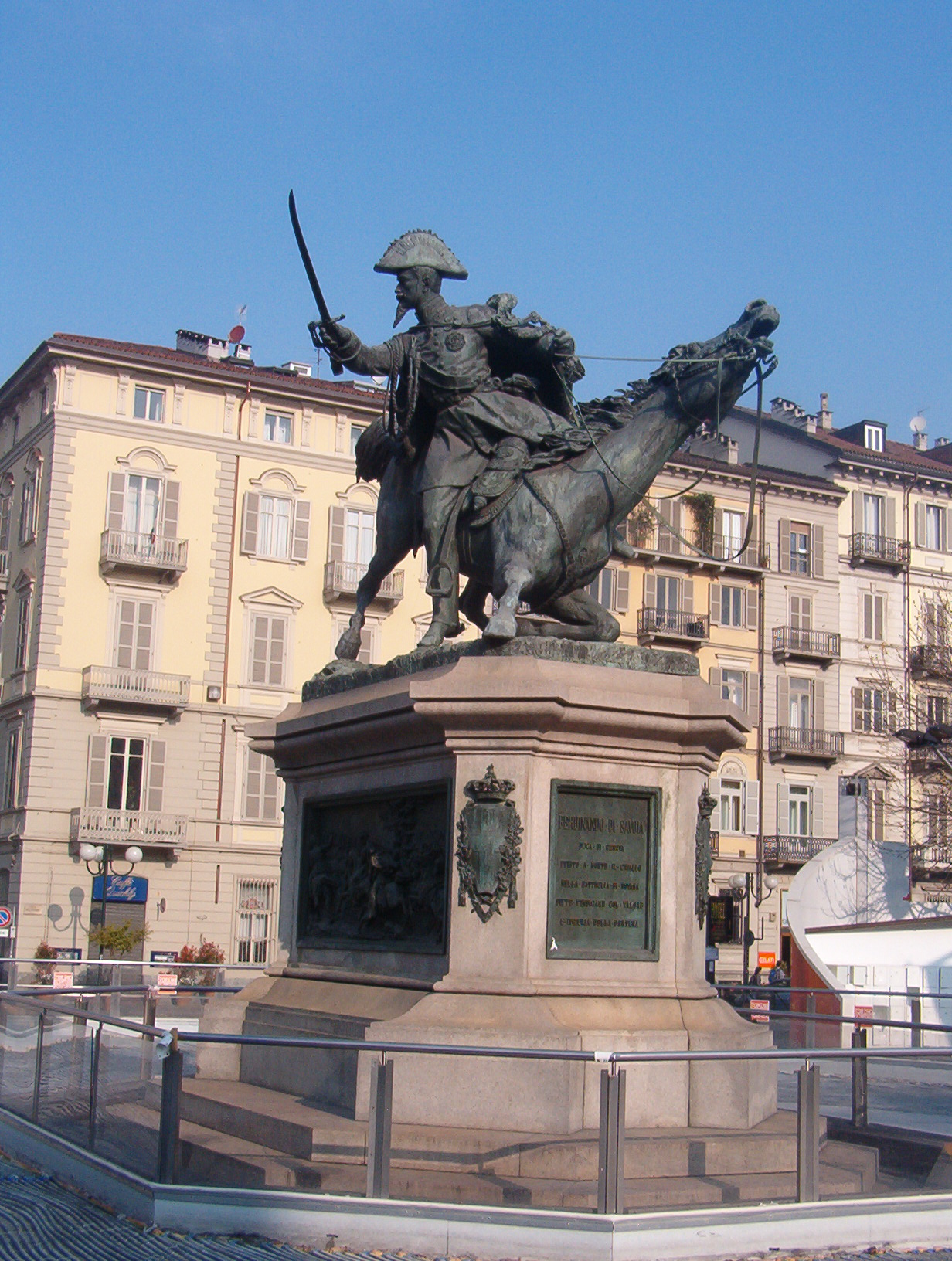
Reiterdenkmal von Prinz Ferdinando, 1867
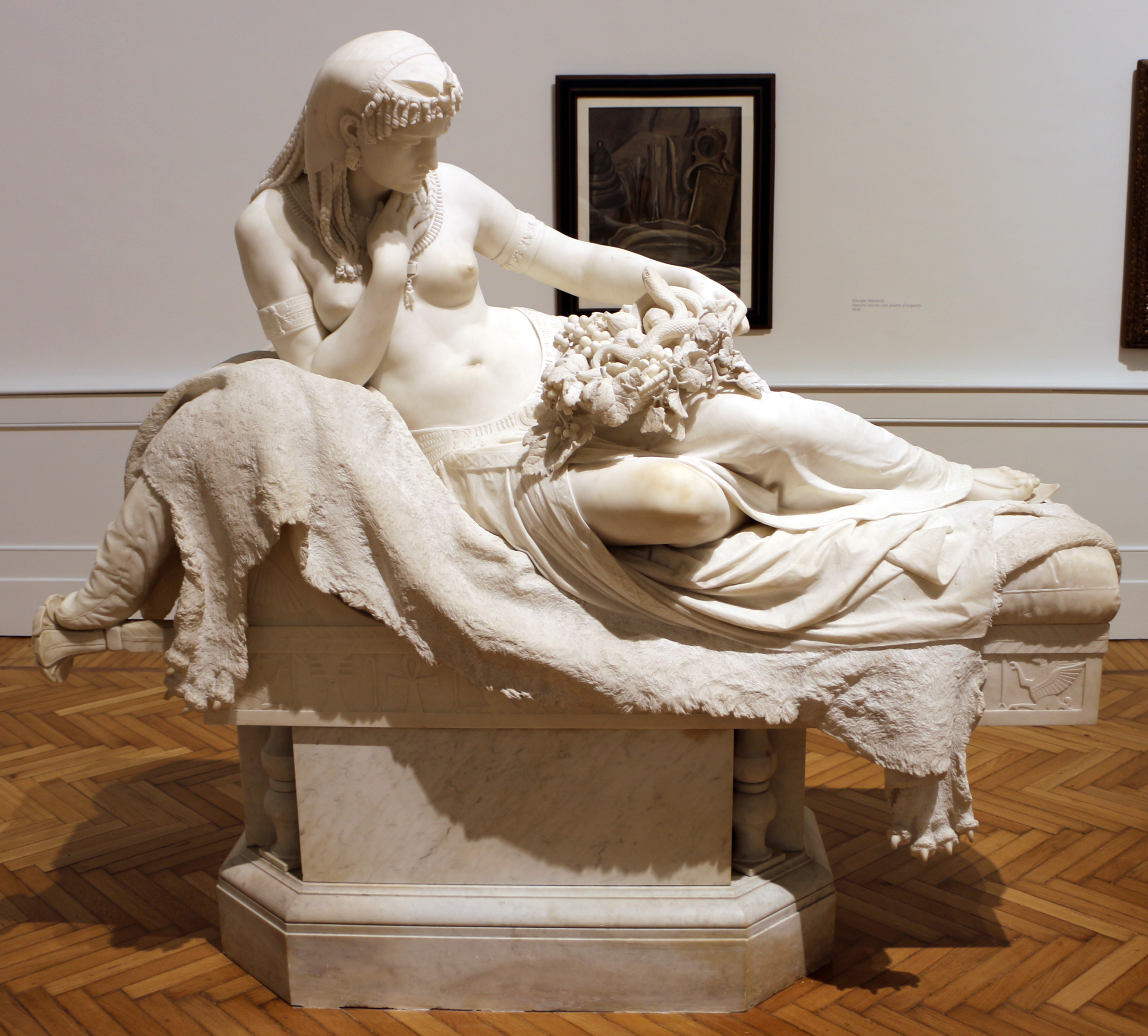
Statue der Kleopatra, 1874
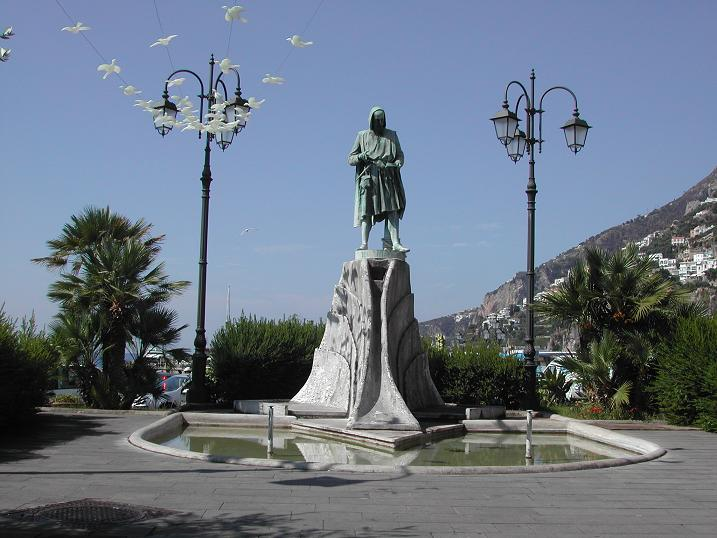
Statue Flavio Gioia (Amalfi)
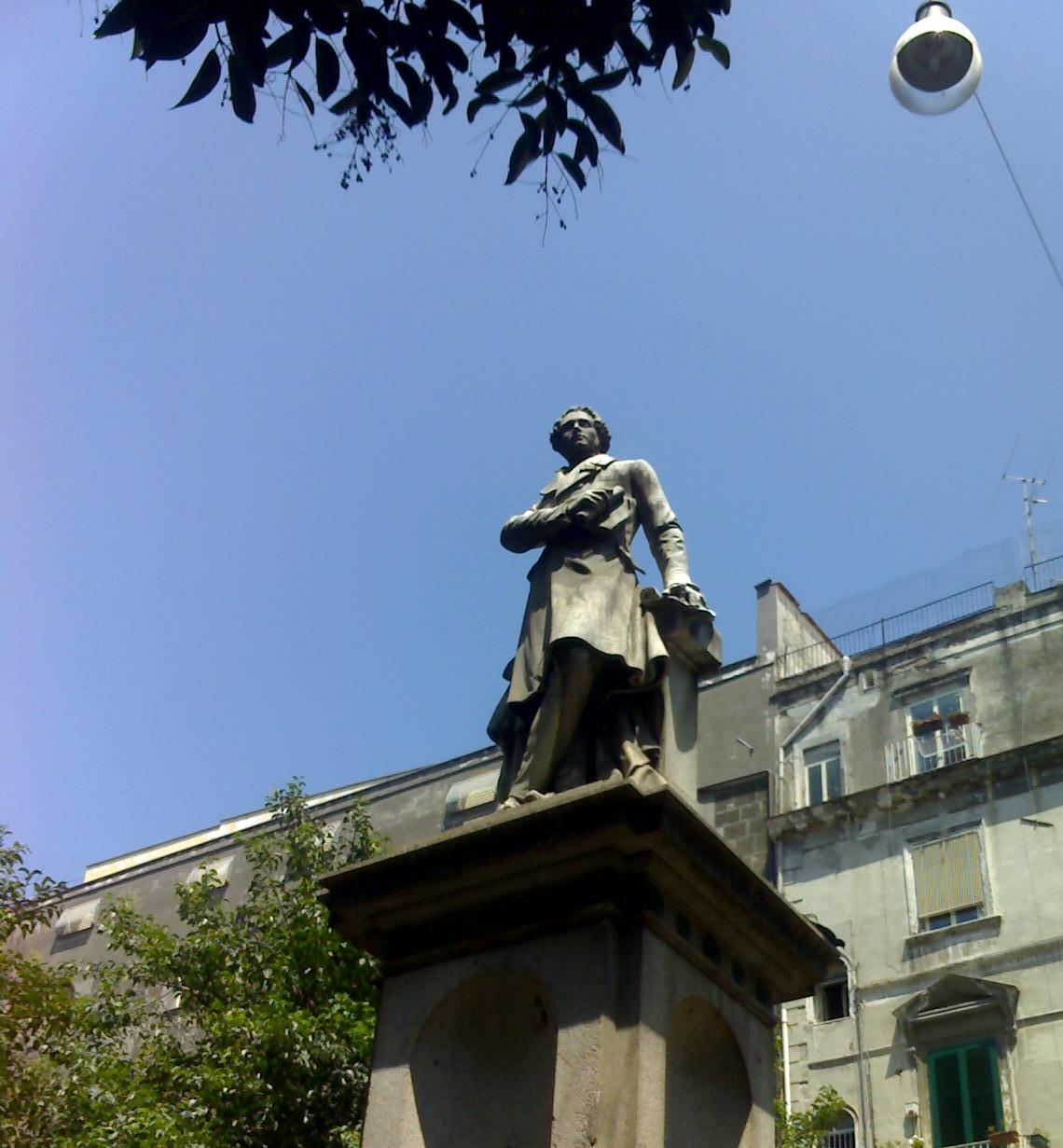
Statue Vincenzo Bellini